# Orthopsyche sematho
Orthopsyche sematho là một loài Trichoptera trong họ Hydropsychidae. Chúng phân bố ở miền Australasia.